# Osbert Sitwell
Sir Osbert Sitwell, 5:e baronet, född 6 december 1892 i London, död 4 maj 1969 nära Florens, Italien, var en engelsk poet i samma modernistiska stil som systern Edith Sitwell.

## Biografi
Sitwell var son till sir George Sitwell, 4:e baronet, släktforskare och antikvarie, och lady Ida Emily Augusta (född Denison). Han växte upp på Renishaw Hall, Derbyshire, och nära Scarborough, och gick i Ludgrove School. Han studerade sedan vid Eton College från 1906 till 1909. År 1911 gick han med i Sherwood Rangers Yeomanry, men var inte tillräckligt lämpad att vara kavalleriofficer och överfördes till Grenadiervakten vid Tower of London där han, under ledig tid, kunde besöka teatrar, konstgallerier och liknande.
I slutet av 1914 förbyttes Sitwells civila liv mot skyttegravarna i Frankrike i närheten av Ypres (Belgien). Det var där han skrev sin första dikt, som beskriver det som "Some instinct, and a combination of feelings not hitherto experienced united to drive me to paper". "Babel" publicerades i The Times den 11 maj 1916 och samma år började han litterära samarbeten och antologier med sin bror och syster, varvid trion helt enkelt brukade kallas The Sitwells.

### Politisk karriär
År 1918 lämnade han armén som kapten, och ställde 1918 upp i parlamentsval som kandidat för Liberalerna i Scarborough och Whitby, och kom tvåa. Senare flyttade han sig mot den politiska högern, men politiken kom mycket sällan till uttryck i hans skrifter. 

### Författarkarriär
Sitwell ägnade sig åt poesi, konstkritik och kontroversiell journalistik. Tillsammans med sin bror sponsrade han en kontroversiell utställning av verk av Matisse, Utrillo, Picasso och Modigliani. Kompositören William Walton drog också stor nytta av hans generositet och Waltons kantat Belsassars gästabud skrevs till Sitwells libretto. Han publicerade två diktsamlingar: Argonaut and Juggernaut (1919) och At the House of Mrs Kinfoot (1921). I mitten av 1920-talet träffade han David Horner som var hans älskare och följeslagare under större delen av hans liv.
Sitwell första prosaverk, Triple Fugue, publicerades 1924 och resor till Italien och Tyskland ledde till Discursions om Travel, Art and Life (1925). Hans första roman, Before the Bombarment (1926) blev väl bemött av kritikerna. Hans efterföljande roman The Man Who Lost Himself (1929) var en helt annan affär och fick inte samma välvilliga kritik.
Efter sin fars död 1943 fick Sitwell sin baronetvärdighet och började då avge ett betydande tidsdokument i sin självbiografi (1-5, 1944-50), varav en förkortad version översatts till svenska: Höger hand – vänster hand (1950).